# SS Thistlegorm
El SS Thistlegorm es el nombre de un buque hundido en el Mar Rojo cuyo pecio es, probablemente,  uno de los mejor conservados. Se encuentra "de pie" sobre el fondo y localizado en 27° 48' 51" N y 33° 55' 12"E; al Noreste de Shag Rock, Sha’ab Ali y a un día de navegación desde Sharm el Sheij o Hurghada a una profundidad mínima de entre 10 y 32 metros.
El periódico The Times denominó al Thistlegorm uno de los 10 mejores naufragios para bucear del mundo. Se le considera uno de los más espectaculares naufragios por la belleza escénica del sitio.

## Historia
El SS Thistlegorm fue construido por Joseph Thompson & Sons en Sunderland, Glasgow en 1940 siendo utilizado como carguero por la Armada Británica durante la Segunda Guerra Mundial. 

### Hundimiento
Con el Mediterráneo ocupado por las fuerzas del Eje, el camino más seguro para entregar suministros al ejército británico era bordear África y subir por el Mar Rojo. El 6 de octubre de 1941, el Thistlegorm se dirigía hacia el Canal de Suez pero, en ruta, fue interceptado por dos bombarderos alemanes que, probablemente, buscaban al Queen Mary el cual transportaba tropas británicas al Norte de África. Todo debió ser bastante rápido, dos bombas entraron por el puente e hicieron estallar un polvorín de municiones provocando el rápido hundimiento del barco. Solo nueve de los 48 tripulantes perdieron la vida.

### Descubrimiento del pecio
El Thistlegorm fue encontrado por el explorador Jacques Cousteau, quien halló la campana del barco con la inscripción: S.S. Thistlegorm, Glasgow. Cousteau rescató la brújula y la caja fuerte del capitán en la cual estaba su billetera con dos dólares canadienses. El explorador, sin embargo, no reveló la posición del naufragio, siendo ubicado por segunda vez durante los años noventa, de manera casual, por un grupo de buceadores.,

## Post-descubrimiento y sitio de buceo
El punto más bajo del barco se encuentra a 32 metros de profundidad en un fondo arenoso cerca de un arrecife, mientras que sus partes menos profundas tienen entre 16 y 18 metros, su inmersión no se considera difícil pero no es apta para principiantes en el buceo.
En 2007, The Times nombró a Thistlegorm como uno de los diez mejores sitios de buceo en pecios del mundo. Los restos del naufragio se están desintegrando rápidamente debido a la oxidación natural. 
Los barcos de buceo que dependen de los restos del naufragio para su sustento también están destrozando los restos del naufragio amarrándolos a las partes débiles del naufragio, lo que provoca el colapso de partes del naufragio. Por esta razón, en diciembre de 2007, la Asociación No Gubernamental de Protección y Conservación Ambiental de Hurghada (HEPCA) instaló 32 boyas de amarre alrededor de los restos del naufragio y perforó agujeros en el casco para permitir que escape el aire atrapado. Durante este trabajo, el barco estuvo cerrado al buceo recreativo. Sin embargo, en 2009 ninguno de estos amarres permaneció ya que los bloques en sí eran demasiado livianos. Los barcos amarrados los arrastraron y las líneas que conectaban los amarres al naufragio eran demasiado largas (lo que significa que con las fuertes corrientes en el área, a las personas les resultaría imposible transferirse del amarre al naufragio real). Todos los barcos ahora amarran directamente al naufragio nuevamente.
En el pecio se puede practicar buceo entre motocicletas, botas de goma, balas, alas de aviones, un par de locomotoras y camiones.

## Galería de imágenes

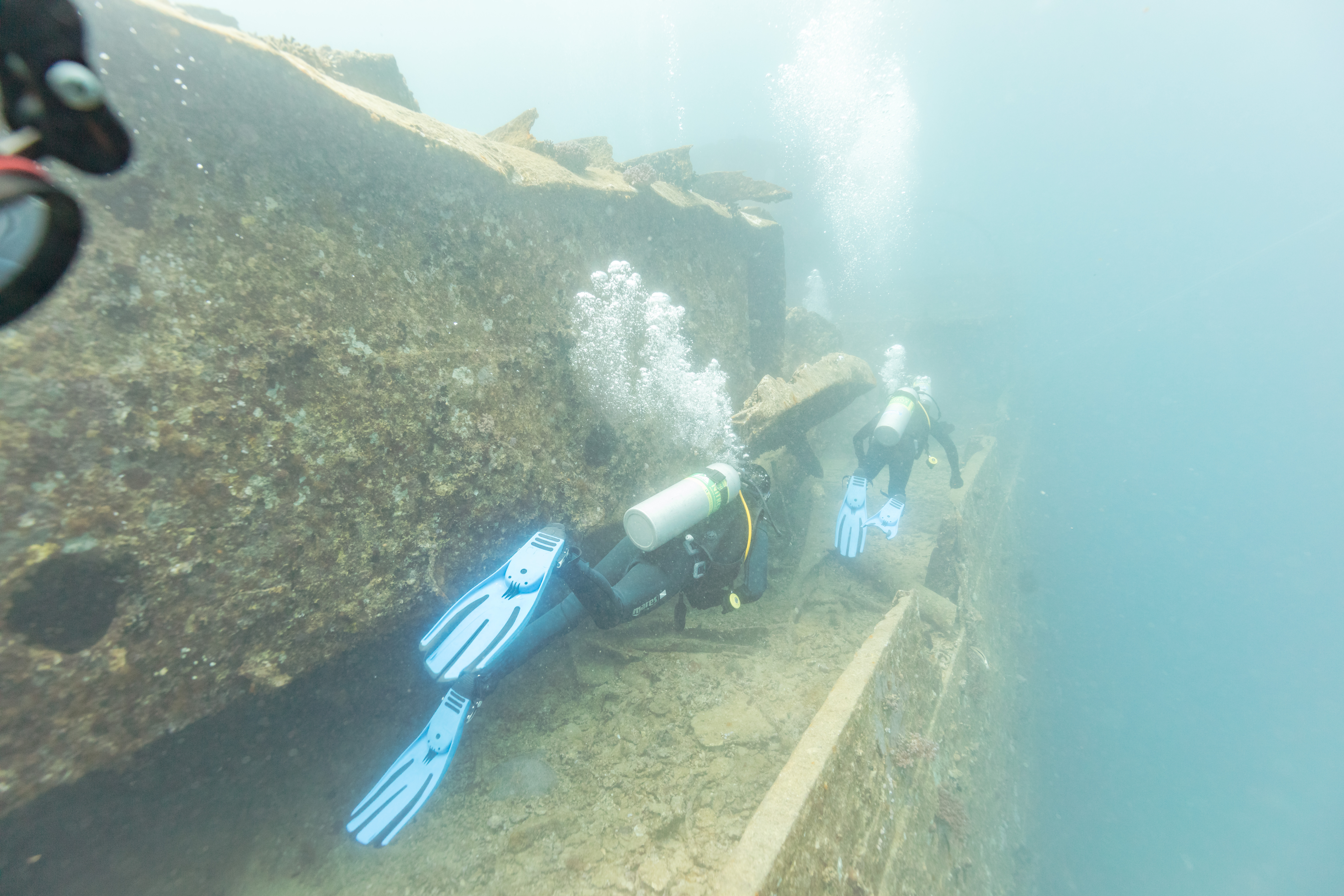
Buceadores inspeccionando el pecio.
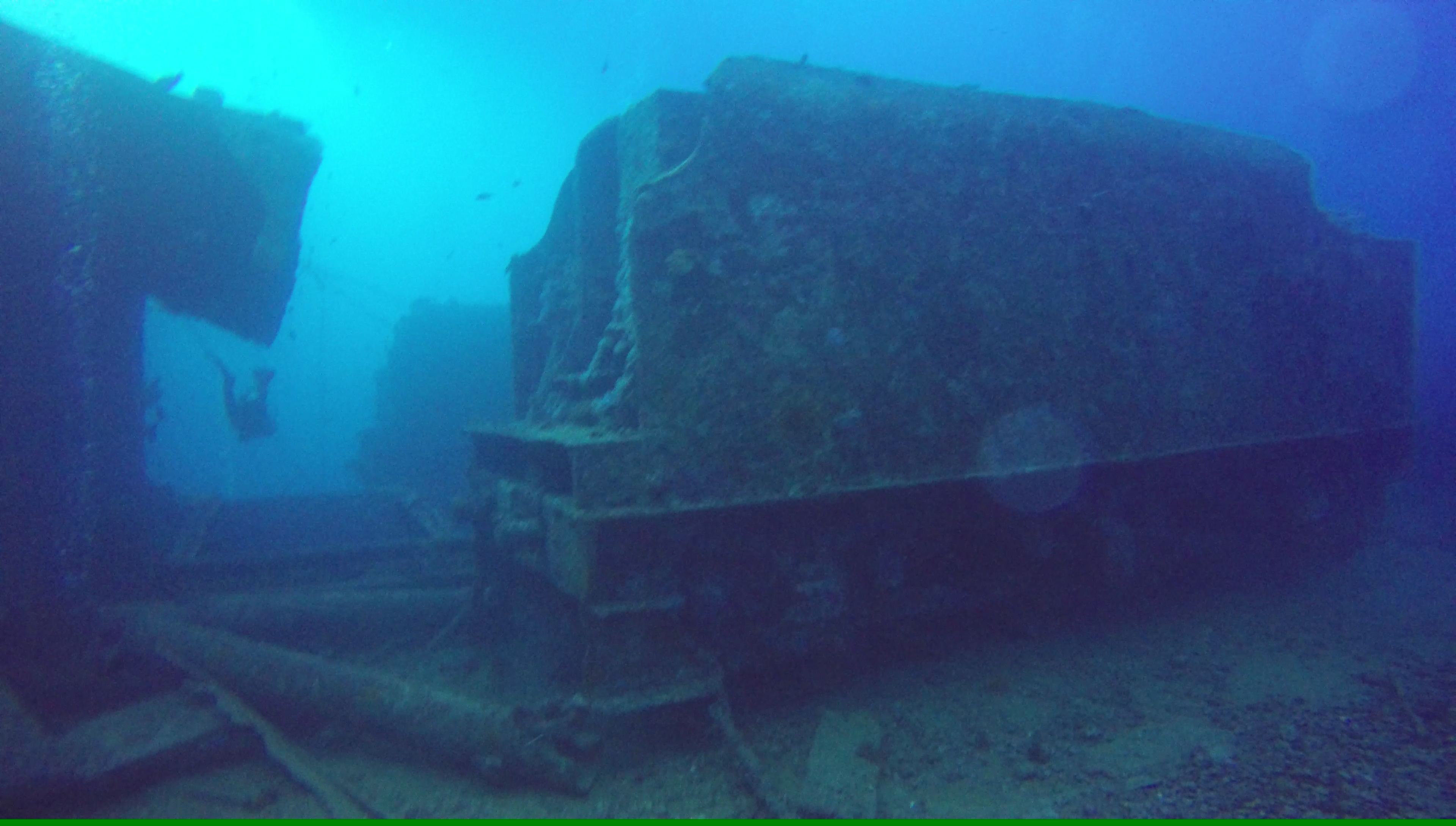
Locomotora en el Thistlegorm
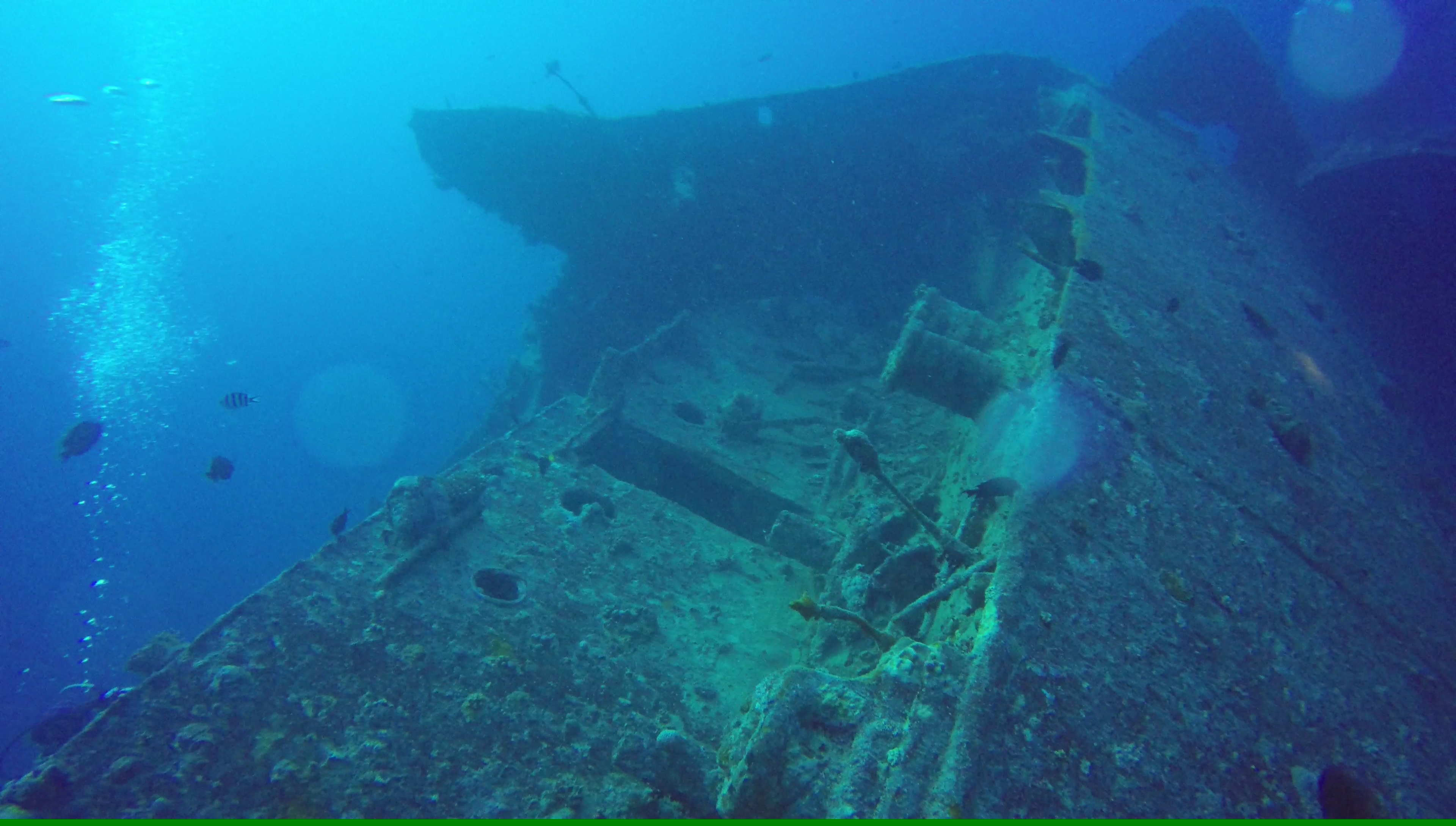
Lugar del impacto y explosión
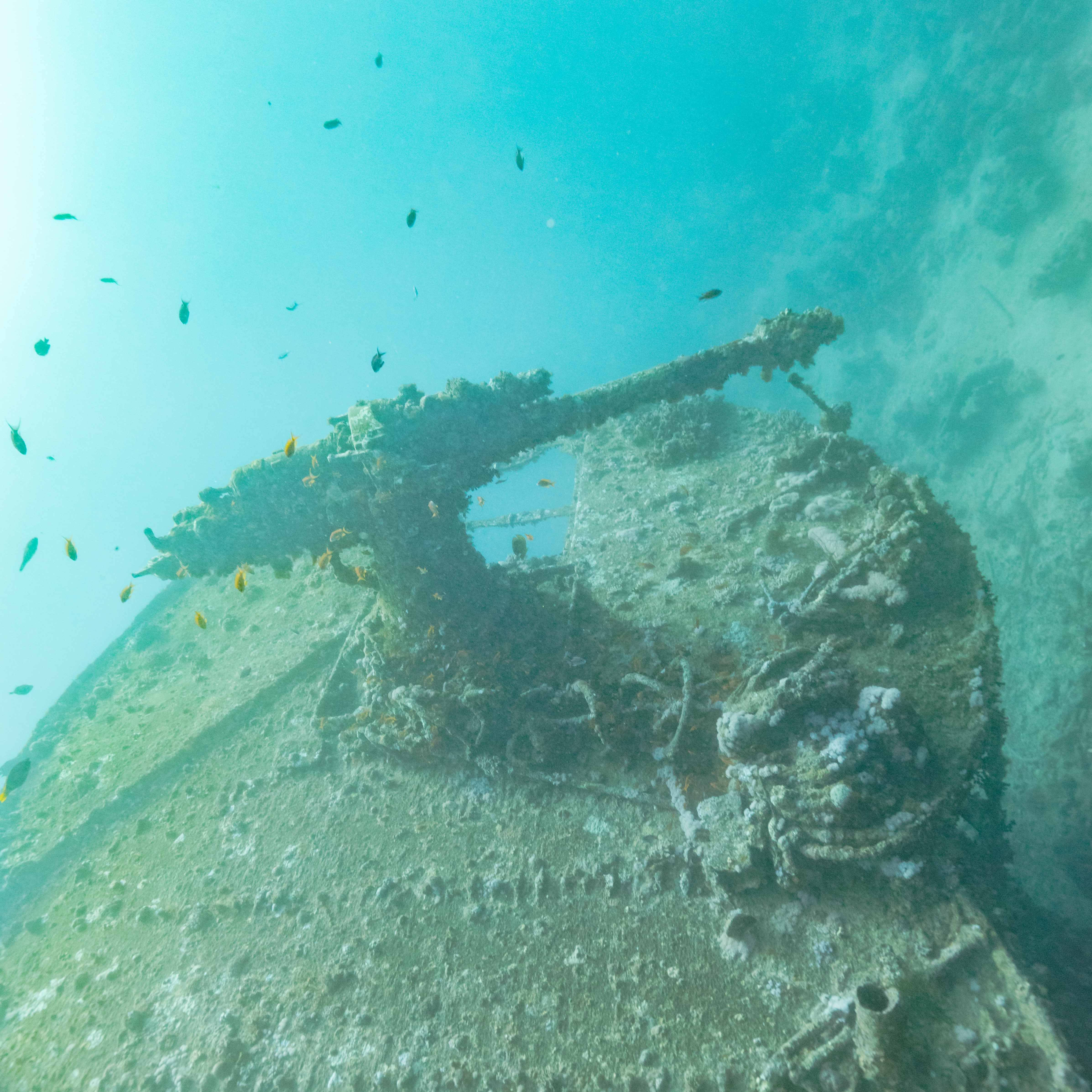
Cañón del Thistlegorm
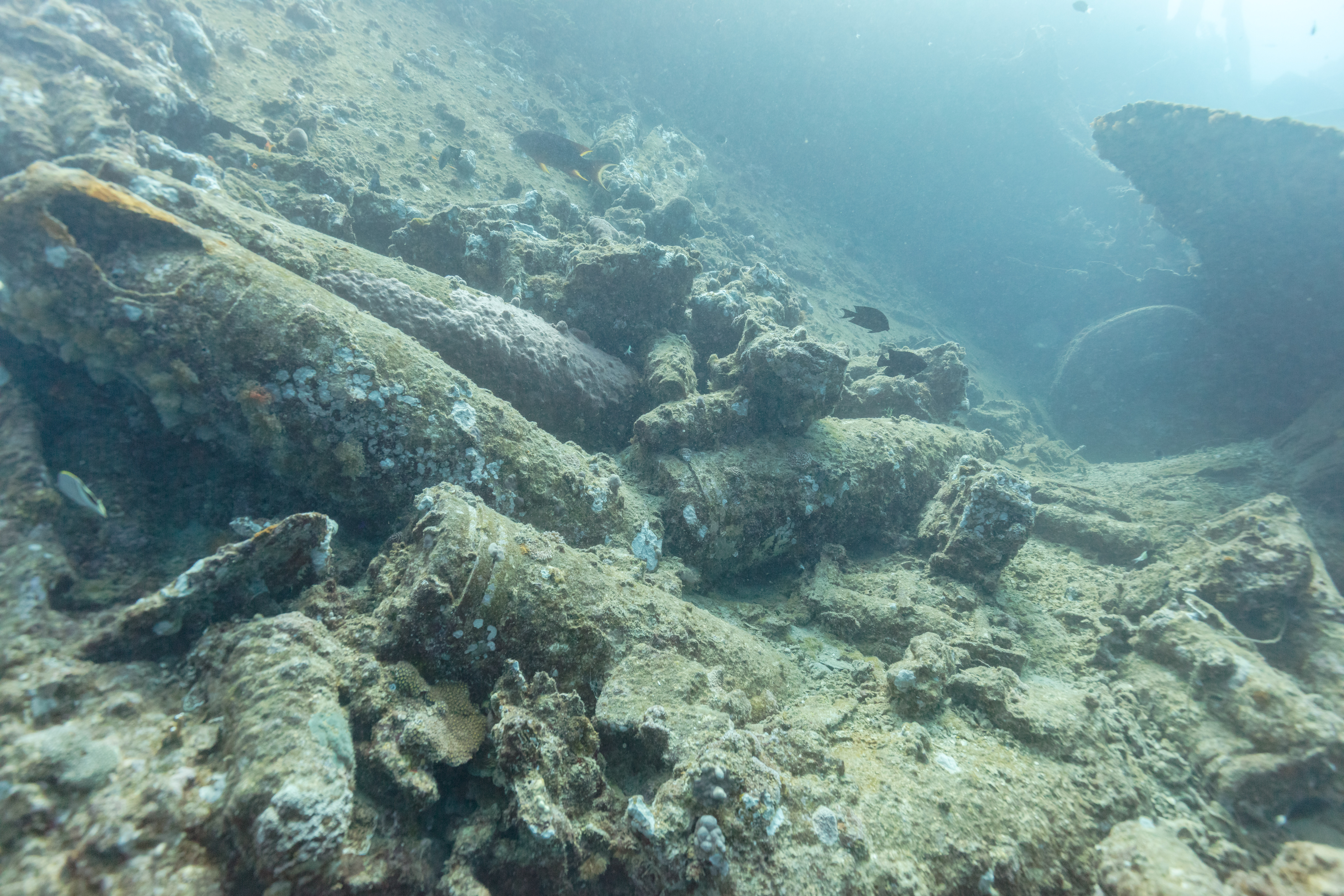
Proyectiles.
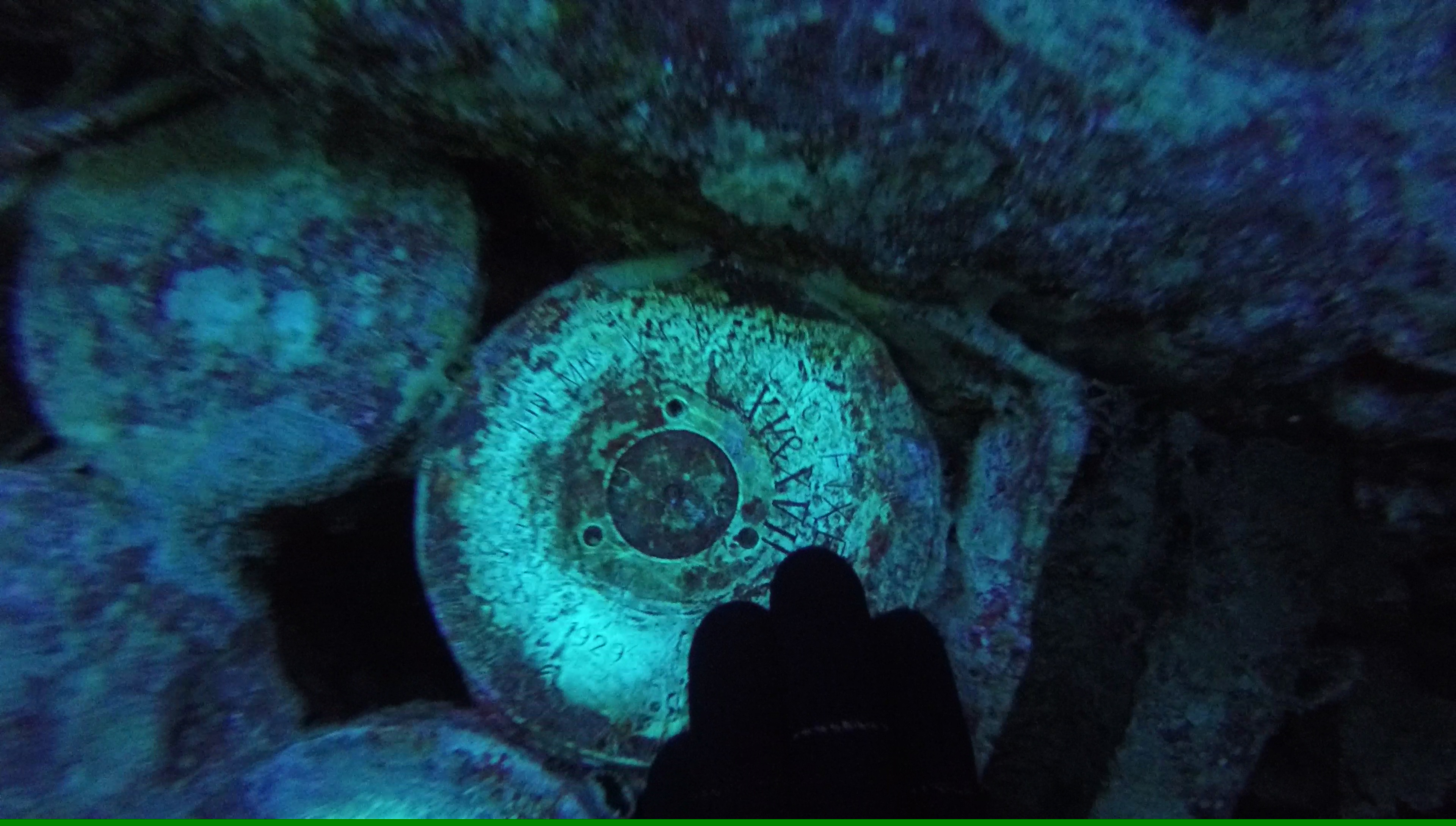
Todos los buceadores tienen como tradición tocar a estos proyectiles de 1929
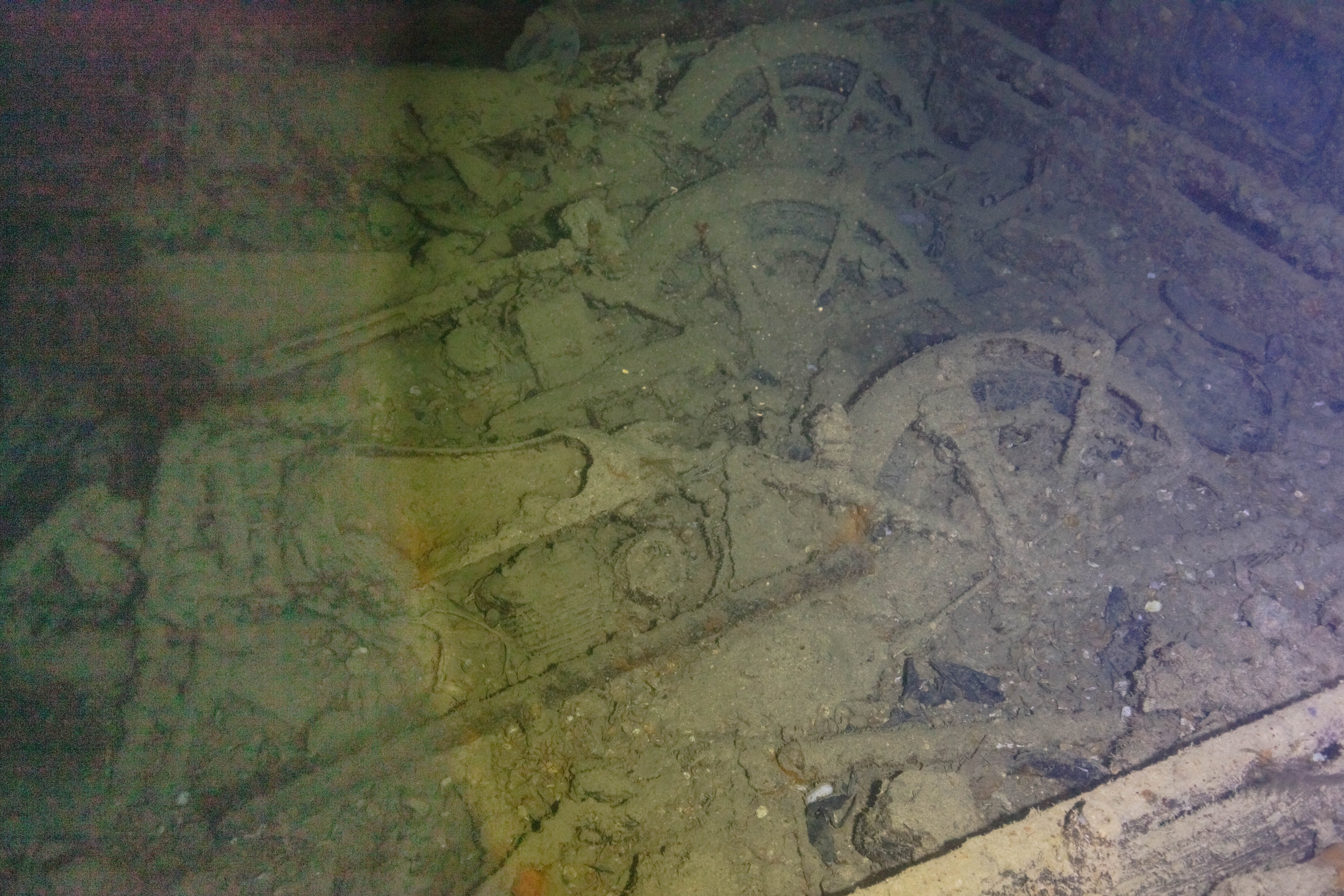
Motocicletas.
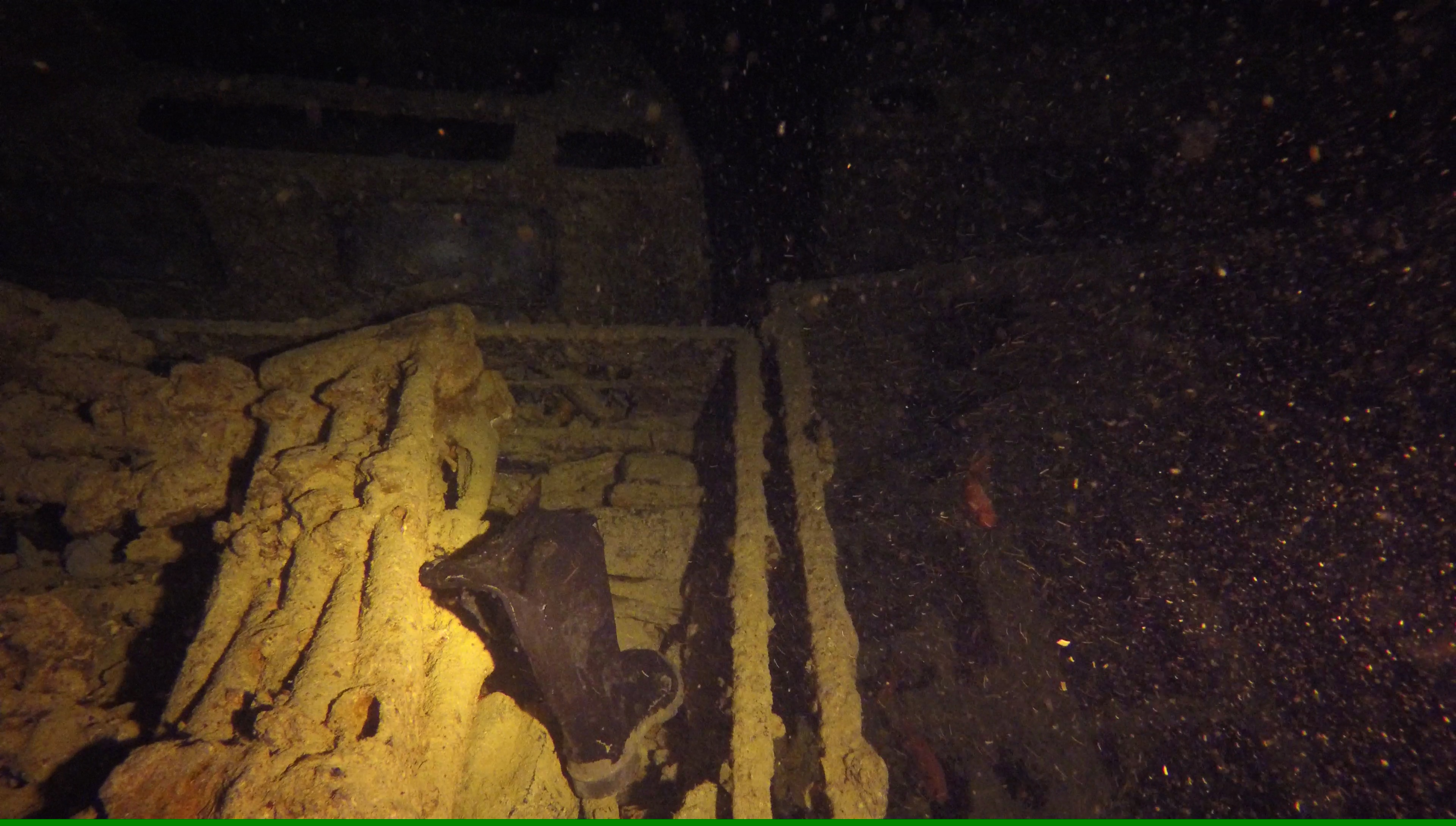
Bota destinada a algún soldado de las tropas inglesas
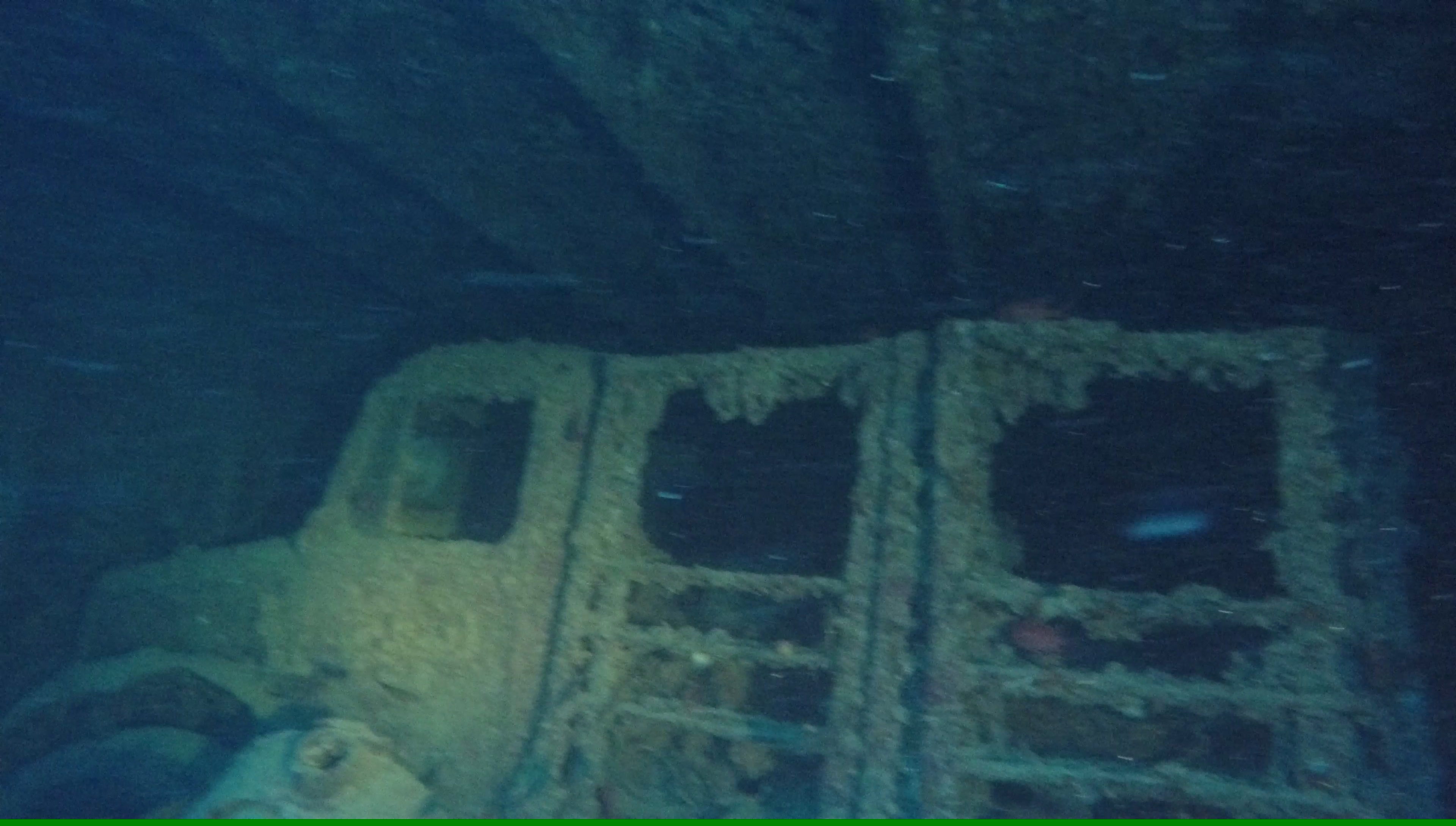
Camión hundido
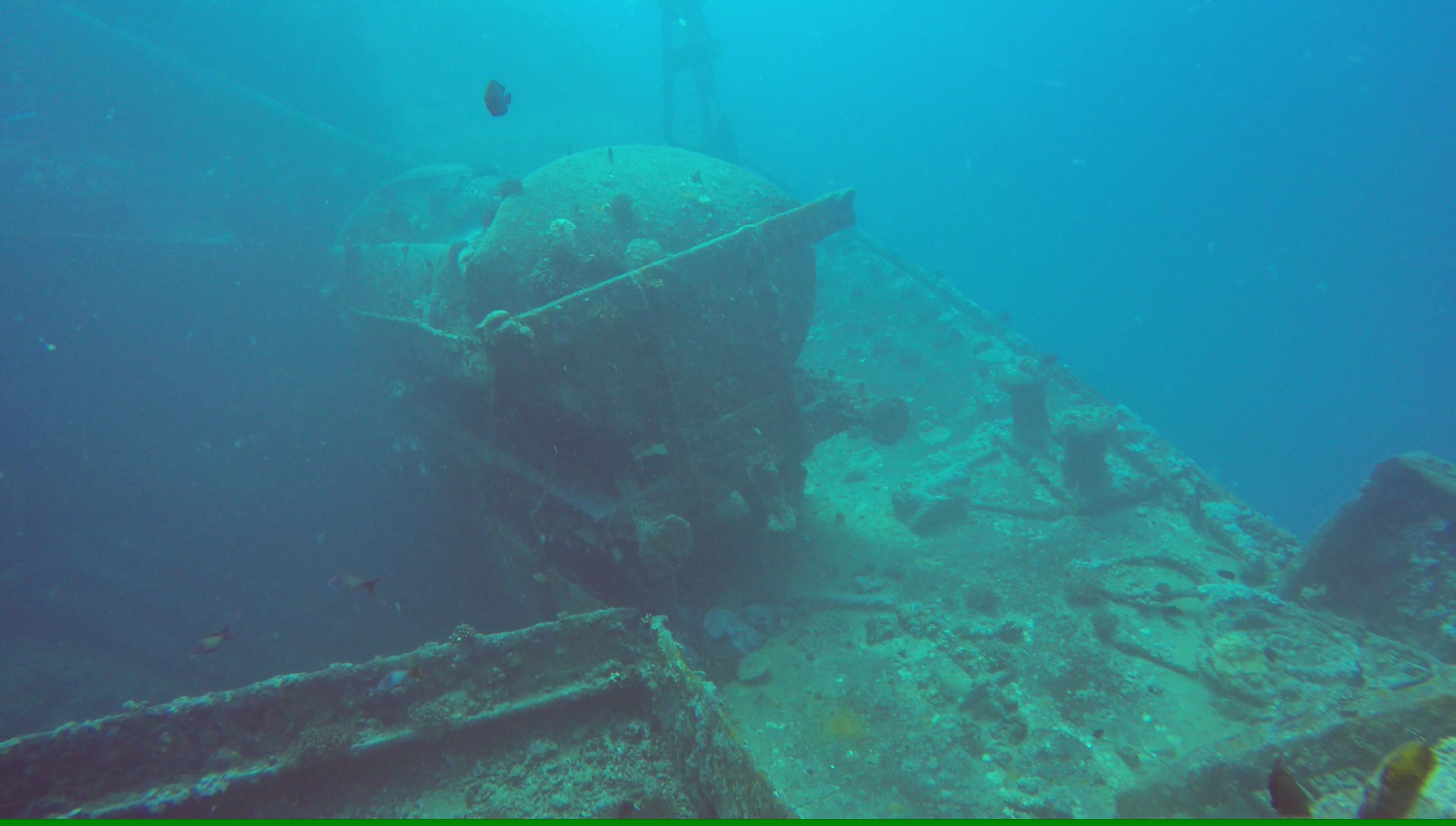
Cisterna de tren a punto de caer